# Pemfigo (medicina)
Il pemfigo (dal greco πέμφιξ - pemphix, «pustola») è una patologia bollosa autoimmune dell'epidermide, ad andamento cronico e prognosi potenzialmente fatale. In questa patologia i desmosomi, cioè le microstrutture che tengono agganciate le cellule dell'epidermide (o cheratinociti) tra loro, divengono bersagli del sistema immunitario. La malattia colpisce la cute e le mucose, oppure solamente la cute, a seconda del tipo (p. volgare o p. foliaceo).
Alla base della patologia c'è una reazione immunitaria diretta contro la desmogleina, una famiglia di glicoproteine costitutive dei desmosomi, e coinvolge immunoglobuline generalmente del tipo IgG4, e in alcune forme più rare IgA. Quando gli anticorpi inattivano le desmogleine gli strati di cellule si separano tra loro e l'epidermide si distacca, in un processo detto acantolisi. Viene indotto il rilascio di plasminogeno, con conseguente lisi delle cellule dello strato malpighiano. Negli spazi così creati viene richiamato liquido trasudatizio per diffusione osmotica che forma una vescica, separando gli strati superiori dell'epidermide dallo strato basale.
Il pemfigo volgare, la forma più grave, era un tempo una malattia mortale nel 90% dei casi; oggi la mortalità è drasticamente ridotta al 5-10% grazie ai farmaci in grado di controllare il sistema immunitario, principalmente i corticosteroidi. I due tipi principali di pemfigo hanno concause genetiche e colpiscono in prevalenza alcuni gruppi di popolazioni.
Vi sono malattie la cui manifestazione clinica assomiglia al pemfigo, dette patologie pemfigoidi, che però si distinguono dal "vero" pemfigo per i meccanismi patogenetici e clinici, tra cui il fatto che in queste forme il liquido che riempie le vesciche ha carattere essudativo (anziché osmotico-trasudatizio).

## Tipologie

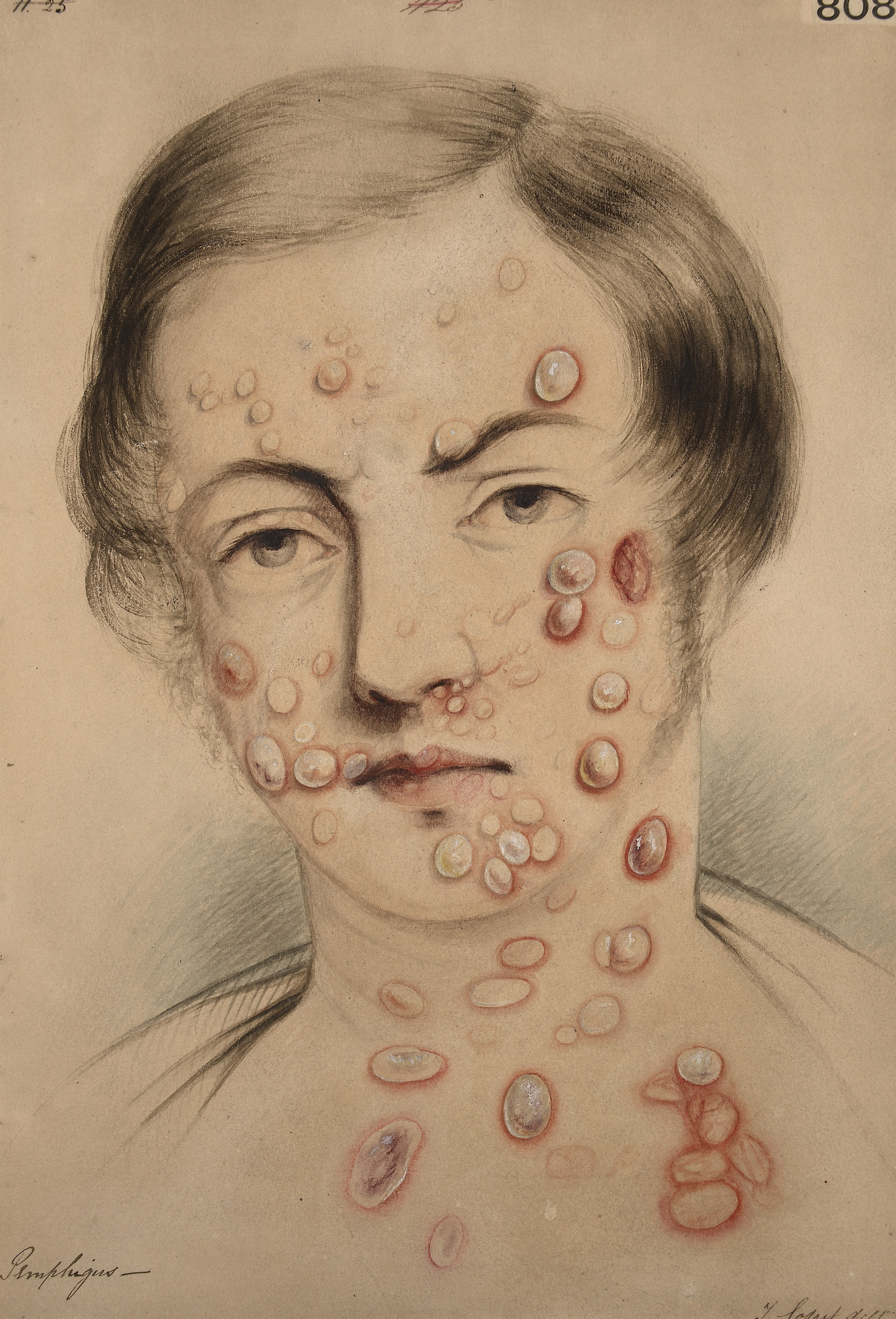

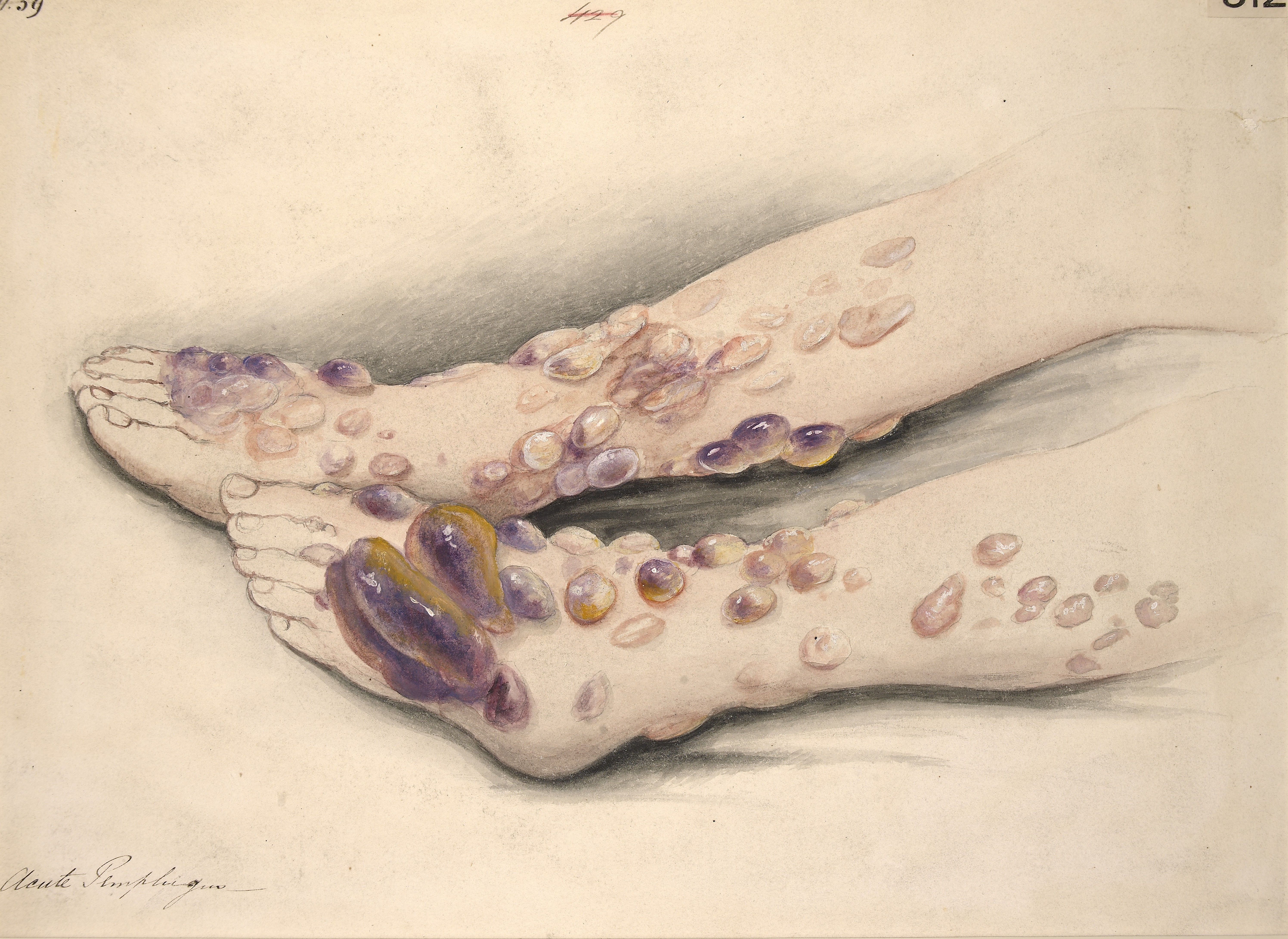

Vi sono varie forme di pemfigo, raggruppate in alcuni principali tipi in base a criteri clinici ed eziopatologici: il pemfigo volgare, il pemfigo foliaceo, il pemfigo paraneoplastico (associato a neoplasia), il pemfigo ad IgA e il pemfigo da farmaci. Le prime due sono le forme "classiche", descritte in medicina dal diciannovesimo secolo, la cui eziologia è correlata a fattori genetici. Le altre tipologie sono di più recente inquadramento.

### Le forme classiche
- pemfigo volgare, e sua variante p. vegetante (PV - ICD-10 L10.0). È la forma più comune, in questo tipo la risposta degli anticorpi è indirizzata contro la desmogleina 3, che è presente in prossimità dello strato basale, oltre alla desmogleina 1 e alle caderine calcio dipendenti.[4] L'aspetto clinico caratteristico è la presenza di bolle flaccide di dimensioni superiori al centimetro che causano lesioni dolorose. Colpisce non solo la cute esterna ma anche le mucose, dando luogo a un quadro grave, potenzialmente fatale se non curato. Frequentemente il primo segno è l'apparizione di vesciche nella cavità orale o sulle labbra o in loro prossimità. Le lesioni possono interessare l'esofago e rendere estremamente dolorosa o difficoltosa la deglutizione e impedire al paziente di alimentarsi. È una patologia che insorge all'improvviso e colpisce prevalentemente gli adulti tra i 40 e i 60 anni. È una malattia rara nella popolazione generale, gran parte dei soggetti colpiti appartiene al gruppo degli ebrei aschenaziti, vi è una prevalenza significativa anche nel più ampio gruppo etnico mediterraneo (che ha con essi una forte familiarità). Il pemfigo vegetante è una forma localizzata, più rara e meno grave, di cui sono riconosciute a sua volta due varianti.
- pemfigo foliaceo (o superficiale), che include diverse varianti. Questa forma si distingue dal pemfigo volgare per il fatto che il distacco colpisce gli strati superiori dell'epidermide, ovvero i cheratinociti in prossimità dello strato spinoso, e non quelli vicini allo strato basale. Il primo segno clinico in queste forme di solito è il prurito, rendendo talvolta il quadro iniziale rassomigliante a quello di lupus eritematoso, diverse varianti sono localizzate a parti del corpo, ad esempio guance o cuoio capelluto. In questa forma gli anticorpi attaccano la desmogleina 1, presente solo negli strati superiori e non presente nelle mucose. È meno grave rispetto al pemfigo volgare, e si presenta in varianti con caratteristiche diverse, alcune delle quali generali e altre localizzate: il pemfigo foliaceo sporadico tipo Cazenave, il primo a essere descritto; il pemfigo foliaceo brasiliano, endemico di popolazioni indigene del Sud America; il pemfigo eritematoso che è una variante localizzata in aree limitate del corpo; il pemfigo seborroico.

### Le forme di recente inquadramento
- il pemfigo associato a neoplasia - o paraneoplastico. È una forma solitamente grave che è una complicazione possibile di alcuni tipi di cancro, specialmente linfomi e malattia di Castelmann. La severità del quadro è data dal fatto che spesso questa patologia interessa l'epitelio di esofago e polmoni. In caso di rimozione chirurgica con successo del tumore, la malattia può regredire completamente, ma, mentre la cute viene riparata, il danno ai polmoni è irreversibile.
- il pemfigo a IgA. Questa forma rara si distingue istologicamente per il fatto che è scatenata da immunoglobuline di tipo A, e all'interno delle bolle intraepidermiche si trovano popolazioni di eosinofili.
- il pemfigo da farmaci. La malattia può essere una risposta autoimmunitaria che si scatena come raro effetto avverso di farmaci.

## Clinica
Nel pemfigo volgare la presentazione tipica esordisce con la comparsa di bolle flaccide, che si rompono facilmente e danno origine a tipiche erosioni. In più della metà dei casi tali bolle compaiono inizialmente nelle mucose, tipicamente nel cavo orale. In alternativa, le lesioni possono interessare il volto, le estremità, il torace e l'addome, i cavi ascellari o la regione genitale e inguinale.
Il pemfigo foliaceo, nelle sue varianti, può interessare primariamente lo scalpo, le guance e il volto, il torace e il tronco, e si presenta con la comparsa di bolle molto piccole di breve durata che danno luogo a una superficie squamosa che si copre di lesioni crostose, solitamente sopra un fondo eritematoso.
Tipici del pemfigo sono il segno di Asboe-Hansen, che consiste nella possibilità di estendere una bolla di pemfigo tramite pressione sul bordo laterale, e il segno di Nikolsky, ovvero l'effetto di scollamento fra loro degli strati della cute circostante la bolla, mostrando lo slittamento dello strato superiore rispetto quello inferiore, ottenuto con uno sfregamento sulla stessa.
Poiché il pemfigo distrugge la cute, uno dei pericoli maggiori sono le infezioni che insorgono sulle lesioni se la malattia non viene curata, e che sono una frequente causa di morte di questi pazienti.

## Esami
È Importante l'esame obiettivo al fine di dimostrare i due segni di Nikolsky. Il segno di Nikolsky I consiste nello sfregamento di una superficie cutanea preossea, sulla quale, in caso di malattia, pochi minuti dopo si formeranno spontaneamente le lesioni tipiche. Il segno di Nikolsky II invece consiste nell'effettuare un leggero sfregamento su una bolla già presente, dimostrando lo slittamento fra gli strati dell'epidermide.
La diagnosi di pemfigo è tuttavia oggi basata sulla biopsia cutanea. L'esame istologico rivela tipicamente una bolla intraepiteliale acantolitica (per perdita delle giunzioni intercellulari) soprabasale nel pemfigo volgare, con scarso infiltrato infiammatorio. Nel pemfigo foliaceo invece la bolla è subcornea, anche qui con acantolisi e scarso infiltrato. Nei casi in cui vi sia infiltrato, questo è costituito da polimorfonucleati. L'esame a immunofluorescenza mostra depositi di IgG intracellulari e depositi di C3. Recentemente introdotti nella diagnostica i kit ELISA per il dosaggio degli anticorpi anti-desmogleina 1 e 3.

## Terapia
In fase acuta si usa terapia topica. I pazienti colpiti da pemfigo volgare devono essere comunque inizialmente ospedalizzati, salvo i casi minori. Le lesioni devono essere trattate come se fossero ustioni di secondo grado.
Per indurre la remissione il trattamento classico è basato principalmente sulla somministrazione di steroidi per via sistemica ad alte dosi, ma alternativamente può includere azatioprina e ciclofosfamide. Nei casi refrattari è possibile utilizzare IVIg o anticorpi anti-CD20 (rituximab), sebbene tali terapie siano ancora estremamente costose.
Per la terapia di mantenimento abbiamo corticosteroide a basse dosi, oppure azatioprina metotrexato, ciclofosfamide, dapsone. Le forme di p. foliaceo possono talvolta rispondere meglio a trattamenti topici. Il p. volgare, considerato fino alla metà del ventesimo secolo una malattia incurabile dall'esito fatale, ha oggi una prognosi più spesso favorevole, ma permane una mortalità del 5-10% dei pazienti causata soprattutto dagli effetti a lungo termine delle cure farmacologiche. Questa quota si concentra in pazienti di età superiore ai 70 anni, soggetti fragili o con compromissioni immunitarie.